# Деперсонализация
Деперсонализация е състояние, в което често хората могат да видят себе си отстрани, все едно не са те, а това е някой друг, да видят ръцете и краката си с нереалистични размери, да мислят, че техните мисли са на някой друг, не техни, а понякога могат да мислят, че са се превърнали в киборги. Когато става дума за деперсонализация, то няма нищо по-страшно от чувството за отделяне от своя здрав разум и тяло. Чувството, че си страничен наблюдател на самия себе си винаги е плашещо. Често това се оприличава на живеене по време на сън. Дереализация в комбинация с деперсонализация води до усещането за нереалност. Тези усещания особено често се срещат при различните типове тревожни разстройства, панически атаки, клинична депресия и разстройство на съня. Някои лекарства, както и някои наркотици могат да доведат до такива усещания, а също прекалено дълго будуване, или прекаляване със седене и работа в затворено помещение пред компютър, алкохол, антихистаминови препарати, невролептици, успокоителни, бензодиазепини, кофеин, халюциногени, индометацин, ЛСД, марихуана и др.
Когато човек на възраст до 15 – 16 години, може да се появи деперсонализация за кратък период от време в живота, но това не означава, че трябва да бъде диагностициран с психичен проблем. Може да възникне при възрастни след дълги периоди на емоционален стрес.

## Диагноза
Деперсонализацията се диагностицира за психично заболяване, когато стане често и обичайно явление. Ако се диагностицира, задължително трябва да се потърси лечение. Този проблем често не се забелязва веднага.

## Симптоми
Хората, които имат този проблем споделят, че им е трудно да опишат симптомите. Обикновено усещат, че не са себе си. Някои от най-типичните симптоми на деперсонализация, които споделят, са:
- Загуба на чувствителност в някои части на тялото.
- Виждане на себе си, сякаш са във филм.
- Чувство, че емоциите не са техни.
- Всичко, което се случва, е извън тялото им.
- Чувство, че са нереални и въображаеми.
- Изпитват телесни усещания извън техните тела.